# ماتیاس چاگو
ماتیاس چاگو (به انگلیسی: Mathias Chago) (زاده ۱۳ مارس ۱۹۸۳) بازیکن فوتبال اهل کشور کامرون است.
وی سابقه عضویت در تیم‌های دینامو زاگرب، لوکوموتیو زاگرب و فولاد خوزستان را دارد.